# Ejgil Clemmensen
Ejgil Becker Clemmensen, né le 21 juin 1890 à Frederiksberg et mort le 24 octobre 1932 à Copenhague, est un rameur d'aviron danois. 

## Carrière
Aux Jeux olympiques d'été de 1912 à Stockholm, Ejgil Clemmensen est médaillé de bronze en embarcations quatre barré avec Poul Thymann, Mikael Simonsen, Erik Bisgaard et Rasmus Frandsen.